# L'equazione da un milione di dollari
L'equazione da un milione di dollari (The Number Mysteries. A Mathematical Odyssey Through Every Day Life) è un saggio di matematica divulgativa di Marcus du Sautoy, una raccolta di curiosità, aneddoti e giochi matematici.
Oltre all'edizione inglese e a quella italiana, il libro stato tradotto e pubblicato anche in Francia e Spagna.

## Edizioni
- Marcus du Sautoy, L'equazione da un milione di dollari, collana Saggi, Milano, Rizzoli, 2010,  p. 324, ISBN 978-88-17-03213-1.